# Jubilé du Puy-en-Velay
Pour les articles homonymes, voir Jubilé.
Le jubilé du Puy-en-Velay, également connu sous le nom de Grand Pardon, est une fête religieuse et traditionnelle célébrée dans cette ville les vendredis saints lorsque ces derniers coïncident avec la fête de l'Annonciation.
Attesté dès le XVe siècle et probablement plus ancien, ce jubilé présidé par l'évêque du Puy-en-Velay est principalement marqué par l'indulgence plénière accordée par le pape aux fidèles qui assistent à la messe à la cathédrale, s'y confessent et y communient.

## Origine
En 992, Bernhard, un moine allemand, avait prédit la fin du monde pour le 25 mars de cette année-là, ce jour de l'Annonciation (fête de la conception du Christ) étant également celui du Vendredi saint (jour de sa mort).
Selon la légende, le premier jubilé connu de Notre-Dame du Puy aurait eu lieu en 1065 alors que celui de 1407 demeure le premier dans les documents sûrs.
Au regard de l'indulgence attribuée à la cathédrale du Puy, elle fut octroyée, par le nouveau pape Clément IV en 1265. Ce dernier avait été, en effet, ancien évêque du Puy. En admettant que les privilèges de pardon fussent effectivement accordés à cette cathédrale, il ne s'agissait pas encore de jubilé. De plus, l'indulgence restait partielle. Cette indulgence non plénière dura un an et 40 jours, lors des octaves des fêtes de la Nativité, de l'Annonciation, de l'Assomption, de la Purification de la Vierge, de l'Ascension ainsi que les trois jours des Rogations. Puis, Nicolas IV et Grégoire XI suivirent respectivement le renouvellement de cet événement, en 1291 pour un an et 40 jours ainsi qu'en 1373 deux ans et 80 jours. En dépit de cette prorogation, l'indulgence demeurait toujours partielle. Si l'indulgence est la fonction la plus importante du jubilé du Puy, il n'est pas certain que l'autorisation de Clément IV fût la première.
Le système de calendrier, issu d'une coïncidence de deux grandes fêtes, demeurait unique en France, en tant qu'événement pontifical, jusqu'à ce que le Grand Pardon de la primatiale Saint-Jean de Lyon obtienne son propre droit en 1451, le jour de saint Jean Le Baptiste et de la Fête-Dieu.
Au contraire de ces indulgences, le jubilé ne durait que 24 heures jusqu'au XVIe siècle. D'où, dès l'année 1407, celui-ci provoquait parfois des morts de pèlerins, en raison de l'abondance de fidèles dans le bourg de cette petite ville. En conséquence, la durée était de plus en plus prorogée par les autorisations de certains papes, afin d'éviter cet inconvénient. Donc, l'histoire du jubilé du Puy est également celle de sa prorogation jusqu'ici.
Le jubilé était effectivement protégé par deux séries de privilèges importants, d'une part des décisions de rois de France, d'autre part, des privilèges accordés par des papes. Cependant, les brefs de papes en faveur des premiers jubilés auraient été perdus, à cause d'un incendie au Puy au XIIIe siècle ainsi que celui du XVe siècle,,. Certes, avant le jubilé de 1712, de vastes recherches furent effectuées dans les archives vaticanes. Nonobstant, avec seuls deux nouveaux documents, la difficulté ne fut pas résolue. Encore faut-il retrouver, surtout, des actes de Martin V, perdus ou introuvables. Mais, ce souverain pontife autorisait certainement, avec sa bulle de 1427, la première Grand Pardon de Rocamadour. Il est donc peu probable que Martin V ait octroyé le droit de l'indulgence, uniquement à l'établissement de Rocamadour, et sans attribuer au Puy. Quoi qu'il en soit, Pierre Cubizolles, prêtre du diocèse du Puy-en-Velay qui avait profondément étudié ce sujet, conclut que le jubilé du Puy repose sur des bases incontestables.

## Commencement de l'indulgence

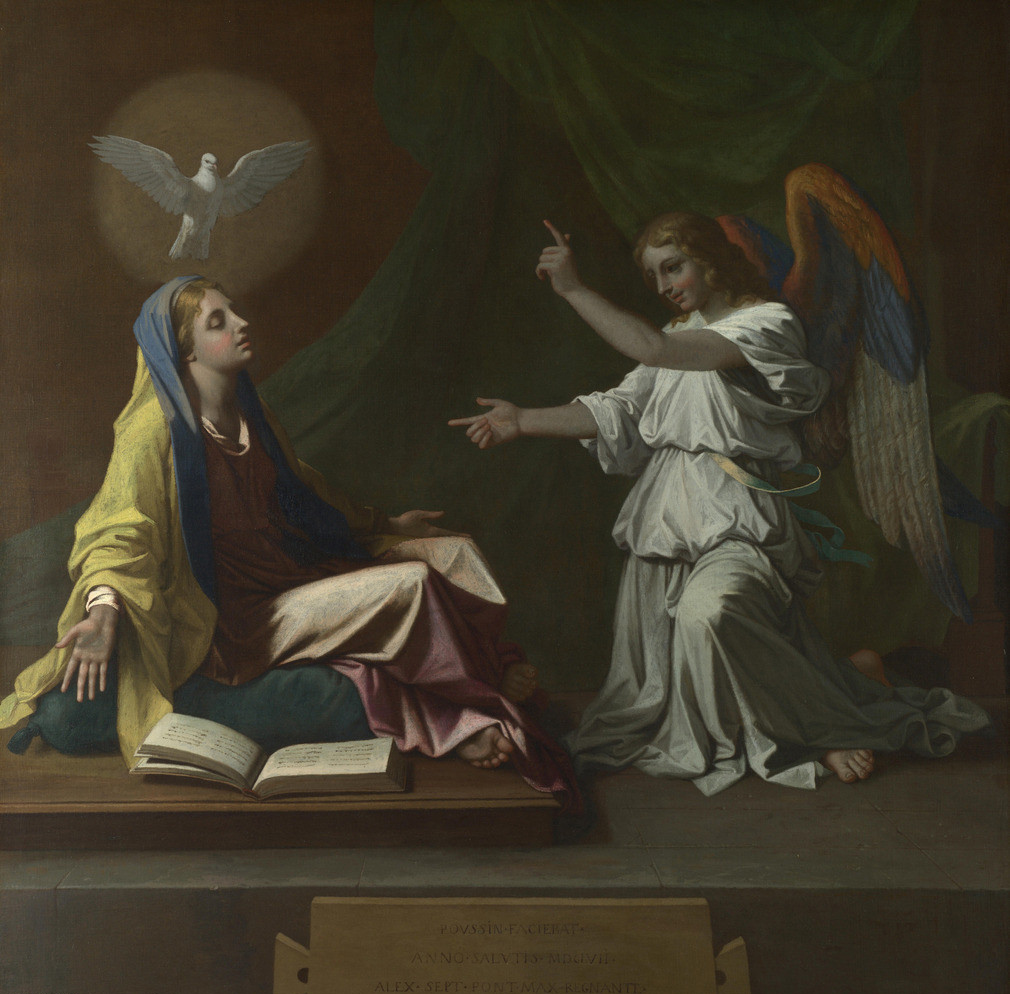
Traditionnellement, le jubilé du Puy débutait aux vêpres du 24 mars, en respectant le sens théologique de l'Annonciation : la grâce de Dieu fit commencer un grand projet de l'indulgence avec l'Immaculée Conception de Vierge Marie. On chante donc solennellement le Magnificat. (L'une des dernières œuvres de Nicolas Poussin.)

L'ouverture du jubilé du Puy varie, selon les documents, soit au Jeudi saint 24 mars, soit au Vendredi saint 25 mars. Mais il ne s'agit autre que du même jour. La tradition ancienne explique la raison. Toutes les célébrations solennelles de l'Église catholique sont exécutées en tant que vigile, telles la vigile pascale, celle de Noël. L'origine se trouve dans la célébration des premiers siècles, issue de la tradition du Judaïsme. La journée très sacrée, 25 mars Annonciation ainsi que Vendredi saint, arrive dans ce contexte liturgique un Jeudi saint au soir. De fait, dans son bref daté du 5 février 1727, le pape Benoît XIII définissait que ce jubilé débute lors des premières vêpres de la fête de l'Annonciation, à savoir Jeudi saint au soir, et se termine avec le couche du soleil du Vendredi saint, soit 24 heures environ. La durée plus longue n'est autre que sa prorogation. Il faut remarquer que la célébration des vêpres dont le sommet se distingue du Magnificat de Sainte Vierge est l'un des offices les plus importants, étant donné qu'il s'agit d'un cantique consacré à l'Annonciation. La procession de l'ouverture au jeudi peut être considérée en tant que remplacement de l'office solennel des vêpres.
Par ailleurs, cette durée de 24 heures était certainement respectée jusqu'au XVIe siècle. Lorsque le nouvel évêque Antoine de Chabannes arriva à la cathédrale du Puy le 10 novembre 1516, celui-ci avait obtenu une autorisation du pape Léon X en faveur d'un jubilé particulier. Après être entré dans la ville, l'évêque dorénavant en fonction célébra solennellement ses premières vêpres, comme veille de la fête de saint Martin. Le lendemain, 11 novembre, lors du coucher du soleil, l'indulgence se termina.
D'ailleurs, en 1622, le jubilé du Puy obtint une autre solennité absolue, dans le contexte théologique. En effet, le pape Grégoire XV attribua l'octave à ce jubilé, à savoir une grande manière de la célébration amplifiant la gravité, depuis de grandes fêtes des Israélites. Selon cette tradition ecclésiastique, le huitième et dernière jour se distingue surtout de la solennité suprême de la clôture de la sainte assemblée.

## Procession solennelle

### Origine et caractéristiques
Le jubilé du Puy-en-Velay se distingue notamment par sa procession solennelle de la Vierge noire, traditionnellement effectuée dans la ville.
En 1255 déjà, il y aurait été une procession portant une image de Notre Dame du Puy, mentionnée malheureusement dans un document non critique. Il s'agissait de la procession annuelle des jours des Rogations.
Plus tard, cette procession fut certainement effectuée en 1407, en tant qu'ouverture du jubilé, le Vendredi saint au matin.
La procession actuelle remonte au 15 août 1578. En effet, dans les années 1560, 1570 et même 1580, la ville du Puy subissait les attaques de l'armée des huguenots. Toutefois, soutenue par les défenseurs du roi de France et du Saint-Siège, la ville réussit à repousser cette menace.

« Des processions remerciant la Vierge de son intervention en faveur des forces catholiques se répandirent dans Le Puy. Des confréries de pénitents se ressemblèrent dans une chapelle adjacente à la cathédrale. La Sainte Ligue organisa des processions publiques montrant la foi et la force catholique. Dans ces conditions, on est peu surpris par le fait que la spiritualité et la réforme tridentines furent introduites au Puy presque dès leur naissance. »

Normalement, la procession générale de clôture était précédée de nombreuses processions, y compris celles des paroisses. Celle du dimanche de la Passion était la première, car il fallait que les célébrants obtiennent de Dieu la grâce du jubilé avec cette procession générale. Celle-ci était suivie de deux processions principales, celle de l'ouverture du jubilé au Jeudi saint et celle de clôture. La célébration du jubilé du Puy et son calendrier étaient donc structurés de ces trois processions.
Au XVIIIe siècle, une autre obligation importante existait. Le jour de l'Ascension dans l'année précédente du jubilé, par exemple en 1784, il fallait que tout le clergé de la cathédrale assiste à une procession vers le crucifix du cimetière de l'église Saint-Georges. La célébration en latin y était accompagnée d'un certain nombre de trompettes. Puis, la procession retournait jusqu'à la cathédrale, en chantant le Te Deum en grégorien, à savoir solennellement. La procession est indispensable pour le jubilé du Puy.
Le jubilé de 1785 se distinguait surtout des processions particulières. Les fidèles effectuèrent, malgré un très mauvais temps, leur procession à partir de leur paroisse jusqu'à la cathédrale du Puy, quelle que soit la distance.

### Participants en 1864

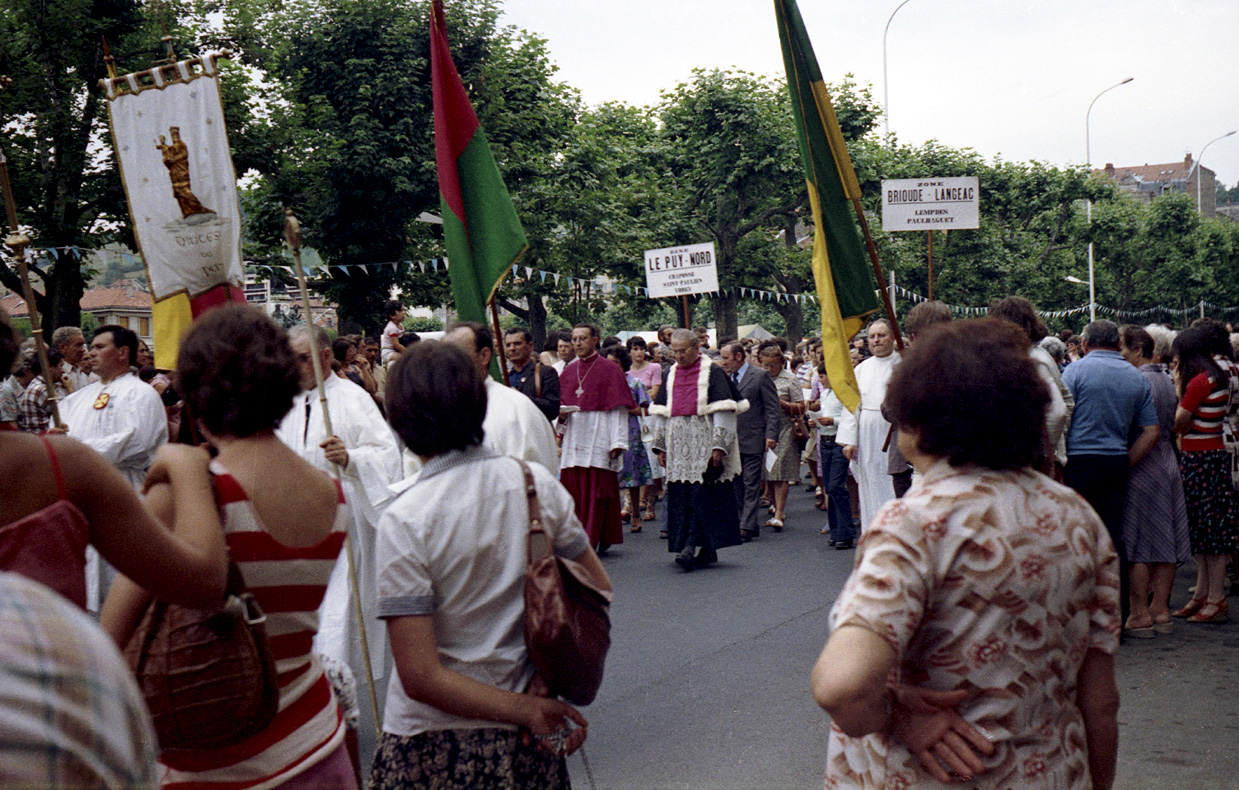
Procession solennelle consacrée à la Vierge du Puy, lors de l'Assomption en 1977. Celle de 2016 se distinguera en tant que clôture du jubilé.

### Parcours et composition de la procession solennelle jusqu'auXVIIIesiècle
Juste avant l'interruption, d'anciennes façons de la procession générale furent imprimées en détail lors du jubilé de 1785, par le chanoine de la cathédrale du Puy, Jean-Antoine Pouderoux. Voilà la procession traditionnelle pour l'ouverture du jubilé, réservée au Jeudi saint 24 mars [lire en ligne].

### Procession mariale à l'Assomption, dorénavant clôture du jubilé
En dehors du jubilé, chaque année se déroule le jour du 15 août une grande fête de l'Assomption de la Vierge, au cours de laquelle la Vierge noire est portée en procession à travers les rues de la ville, en présence des plus hautes autorités civiles et religieuses et d'une multitude de participants. Il s'agit d'une autre tradition, remontant le 15 août 1578, mais interrompue depuis 1882. Une fois rétablie en 1933 par l'évêque Norbert-Georges-Pierre Rousseau, cette procession solennelle, devenue la célébration religieuse la plus importante dans la région, se continue jusqu'ici, à l'exception de l'année 1944.

## Sa liturgie

### Rite romain
En dépit de la célébration locale, la liturgie auprès du jubilé du Puy-en-Velay est étroitement liée au rite romain. Plus précisément, la forme tridentine du rite romain était toujours respectée depuis le XVIe siècle. La continuité de la liturgie du jubilé fut cependant brutalement rompue et perdue, à la suit de la Révolution française, puis du concordat de 1801.
Les détails de cette ancienne liturgie étaient conservés dans une œuvre de Jean-Antoine Pouderoux († 1801), chanoine de la cathédrale du Puy, avec une immense précision. Celle-ci fut imprimée lors du jubilé de 1785, mais jamais livrée au public. Au XIXe siècle, un autre manuscrit fut réimprimé en tant que posthume dans les Tablettes historiques du Velay, intitulé Mémoire sur le jubilé de Notre-Dame du Puy,.
Grâce à cet ouvrage, on peut reconnaître notamment sa caractéristique tridentine. Ainsi, le Jeudi saint où le jubilé était ouvert, après la procession solennelle, l'évêque entonnait le Te Deum. Ce dernier était exécuté en alternance entre le chœur et l'orgue. Il s'agit exactement de la manière tridentine pour la gravité de la liturgie, depuis le cérémonial de Clément VIII (1600), surtout afin de lutter contre le Calvinisme qui interdisait toute la musique dans la célébration. L'alternation soulignait la richesse et le rôle important de la musique liturgique auprès de l'Église catholique. Cette façon avait été adoptée en France, à partir de 1615. En bref, le Puy était une « citadelle de la Contre-Réforme ».

### Calendrier en 1864
Même au XIXe siècle, le Puy demeurait citadelle. Ainsi, les célébrations traditionnelles furent effectivement précisées à l'avance, par le mandement de l'évêque daté du 2 février 1864. Il faut remarquer que le jubilé 1864 respectait le rite romain. À cette époque-là, de nombreuses paroisses en France subissaient au contraire le gallicanisme.
En effet, le jubilé ne peut pas être célébré sans autorité du Saint-Siège.

« Le Jubilé, accordé un temps immémorial à Notre Église Cathédrale, toutes les fois que la fête de l'Annonciation de la Très-Sainte Vierge coïncide avec le Vendredi saint, confirmé et étendu à toute l'octave de ladite fête, par les Souverains Pontifes Grégoire XV, Benoît XIII, et Grégoire XVI, s'ouvrira le Jeudi saint, 24 mars prochain. »

— article 1

« Les conditions exigées pour gagner l'indulgence jubilaire sont, comme par le passé : la confession, la communion et la visité de l'Église angélique de Notre-Dame du Puy. À cette visite, on priera quelques instants, selon l'intention du Pape. On pourra dire, à cet effet, cinq Pater [noster] et cinq Ave [Maria]. »

— article 9

Couleurs pontificales.

De surcroît, la papauté dans cet événement était symboliquement distinguée : 

« Dans la haute ville, ... et les couleurs pontificales du pape Pie IX, le jaune et le blanc, se mêlaient aux étendards de Notre-Dame. »

— Le Grand Jubilé du Puy en 1864, p. 127
- Le quatrième dimanche de Carême, toutes les paroisses du diocèse devaient effectuer la procession solennelle[gj1864 4] à laquelle on se servait d'ornements violets. Il fallait que les fidèles chantent les litanies de la Sainte Vierge [lire en ligne (ancienne version en latin et sa traduction, chantée tous les soirs du jubilé et aux processions)][gnd 2], les psaumes 99 Jubilate Deo, 102 Benedic anima mea et 80 Exultate Deo, ainsi que le cantique de Zacharie (aiticle 2)[cg 6].
- À partir de ce quatrième dimanche, jusqu'à l'ouverture du jubilé, tous les prêtres devaient ajouter, lors des trois oraisons de la messe (collecte, secrète et post-communion), de Beata virgine (article 3)[cg 6]. Une fois le jubilé inauguré, ceux-ci furent remplacés par de Spiritu Sancto (article 5)[cg 7].
- Le Mercredi saint, il fallait que les cloches de toutes les églises du diocèse sonnent solennellement et à grande volée, lors du couche du soleil[gj1864 5].
- Le Jeudi saint, en tant qu'ouverture du jubilé, une procession solennelle fut effectuée à partir de 17 heures (article 6)[cg 7],[gj1864 6].
- Une fois Pâques célébrées, il y avait tous les jours la procession réservée aux paroisses (article 10), par exemple[cg 8],[gj1864 7] : 
  - le lundi 28 mars, avec la participation des paroisses du Puy (Nord-Ouest et Sud-Est), de celles de Cayres, de Fay-le-Froid, du Monastier-sur-Gazeille et de Paulhaguet
  - le mardi 29 mars : Craponne-sur-Arzon, Loudes, Brioude, Blesle, Lempdes, Yssingeaux, Saint-Didier-la-Séauve, Montfaucon-en-Velay
  - le mercredi 30 mars : Saugues, Monistrol-d'Allier, Saint-Christophe-d'Allier, Saint-Préjet-d'Allier, Allègre, Saint-Paulien, Saugues, La Chaise-Dieu, Monistrol-sur-Loire
  - le jeudi 31 mars : Le Pertuis, Queyrières, Saint-Étienne-Lardeyrol, Saint-Pierre-Eynac, Saint-Julien-Chapteuil, Langeac, Saint-Ilpize, Pinols, Bas-en-Basset
  - le vendredi 1er avril : Solignac-sur-Loire, Vorey-sur-Arzon, Tence, Bains, Le Brignon, Cussac-sur-Loire, Saint-Christophe-sur-Dolaison
  - les samedi 2 et dimanche 3 : réservée aux fidèles qui n'étaient pas capables d'assister auparavant
  - le lundi 4 : de même, ainsi que Pradelles (voir ci-dessous)
- Le 4 lundi avril, [dès 15 heures], une procession générale, la plus importante, fut tenue en faveur de la clôture du jubilé. Pendant celle-ci, il fallait chanter de nouveau les litanies de la Sainte Vierge, ainsi que le psaume 113 In exitu Israel, les cantiques Magnificat et Nunc dimittis. Afin de terminer la journée, la liturgie se continua encore avec le Salut solennel du Très-Saint Sacrement ainsi que le Te Deum (article 7)[cg 7].

Encore restait-il quelques obligations :
- Le 5 mardi avril, la cathédrale Notre-Dame célébra une messe solennelle d'action de grâces (article 8)[cg 5],[gj1864 8]
- À partir de ce mardi, tous les prêtres devaient ajouter, aux trois oraisons de la messe, pro gratiis agendis, durant 9 jours (article 8)[cg 5].
- Le dimanche 10, il fallait que toutes les églises et chapelles exécutent un Salut solennel ainsi que le cantique d'actions de grâces à la fin (article 8)[cg 5].

## Liste de Jubilé du Puy-en-Velay

### Vraisemblablement
En admettant que l'origine du jubilé du Puy soit très ancienne, ses premières célébrations demeurent floues, faute de documents sûrs.
Théoriquement, à partir de 1065, le premier jubilé légendaire, on compte neuf fois de Vendredis saints qui coïncidaient avec la fête de l'Annonciation 25 mars, avant 1407, selon le calendrier strict. Aussi celui de 2005 fut-il célébré en tant que le 30e.
Encore existe-t-il d'autres difficultés afin de rétablir les premiers jubilés. D'abord, le système du jubilé de Rome, inauguré en 1300, est considérablement différent de celui du Puy. À la ville éternelle, la célébration fut tenue, pour la première fois, en tant que centenaires de la Nativité de Jésus-Christ. Puis la fréquence fut augmentée, tous les 25 ans jusqu'ici : 1350, 1390 au lieu de 1400, 1425. Au regard de celui du Puy, la règle de l'année attribuée dans le calendrier ne fut jamais changée. Donc, ceux qui concernent le jubilé de Rome, bien documentés, ne justifient pas ceux du Puy. Ensuite, certes, le pèlerinage vers le Puy était célèbre et populaire durant tout le Moyen Âge. D'où, plusieurs papes et rois de France effectuèrent leur pèlerinage jusqu'à cette ville. Ainsi, le pape Urbain II y séjourna en 1095, lors du Concile de Clermont. Saint Louis y passa trois jours, du 9 au 11 août 1254 ainsi que son successeur Philippe III en 1283. Ces visites importantes ne correspondaient pas aux années saintes au Puy, jusqu'à ce que le roi de Naples René d'Anjou y vienne en 1440. Sinon, plusieurs chroniques auraient donné, avec précision, les détails du jubilé au Puy avant 1407.
Quoi qu'il en soit, il est certain que le jubilé de 1407 n'était pas le premier ni le deuxième, en raison de sa participation internationale et nombreuse, de sa préparation bien organisée sous direction de l'évêque.
- 1er (1065)[11] ?
♦ Le premier jubilé du Puy, légendaire, aurait été célébré sous le pontificat d'Alexandre II ainsi que l'épiscopat de Pierre de Mercœur dont aucun document n'est disponible. L'élection de ce dernier, contestée, fut soutenue par le pape Léon IX commençant la réforme grégorienne. Il est vrai que Léon IX connaissait et appréciait une immense dévotion à Sainte Vierge au Puy[12]. Mais, il n'est pas certain que celui-ci ou son successeur ait octroyé des privilèges à la cathédrale. D'ailleurs, on attribuait faussement ce premier jubilé à Adhémar de Monteil († 1098), qui n'était pas encore en fonction[13]. Mais cet évêque était surtout connu en raison de sa participation à la réforme. D'où, il est possible que les premiers jubilés du Puy fussent liés à cette réforme grégorienne.
- 2e (1076)[11] ?
♦ Au regard des privilèges attribués à la cathédrale, il est vrai que ceux-ci furent bien documentés au XIIe siècle. L'évêque ainsi que les chapitre et chanoine de la cathédrale bénéficiaient certainement de quelques privilèges et libertés, octroyés par le roi Louis VI avec sa lettre patente datée en 1134. Sa ratification du Saint-Siège vint plus tard, en 1173[em1 5].
- 3e (1155)[11] ?
- 4e (1160)[11] ?
- 5e (1239)[11] ?
- 6e (1250)[11] ?
♦ Une procession annuelle des jours des Rogations effectuée en 1255, portant une ymage de Notre Dame du Puy, était mentionnée dans un document[em1 2],[em1 6].
♦ En 1265, quelques premiers privilèges de l'indulgence partielle furent octroyés par le pape Clément IV, ancien évêque du Puy[pc 2]. Ce souverain pontife aurait confirmé les privilèges concédés par ses prédécesseurs. Mais le détail reste inconnu[em2 1].
- 7e (1323)[11] ?
- 8e (1334)[11] ?
- 9e (1345)[11] ?

### Historique
C'est à partir de 1407 que les documents assurent avec certitude les célébrations du jubilé exécutées au Puy-en-Velay. En effet, les archives religieuses du Puy subirent deux fois d'incendies désastreux, au XIIIe siècle puis sous l'épiscopat de Jean de Bourbon († 1485), à cause desquels aucun document direct n'est disponible avant ces dates.

#### XVesiècle(1407/1418/1429/1440)
Il est probable que le jubilé du Puy fut accru, grâce à un soutien exceptionnel de Martin V, pape de miséricorde.
- 10e (1407 = 1406[em1 7] avant Pâques selon la tradition)[1],[em1 8] :
— un seul jour de l'indulgence au vendredi 25 mars[14], présidé par l'évêque Élie de Lestrange
Ce jubilé du Puy reste le premier de cet événement religieux qui ait certainement été exécuté au Puy, non que des documents officiels le confirmassent mais parce que le mentionnaient plusieurs chroniques, tel celui de Étienne Médicis (vrai nom, Étienne Mège, † 1565[em1 9]), bourgeois du Puy. À cette époque-là, le royaume de France subissait la guerre de Cent Ans, la peste noire, la famine. Aussi un grand nombre de fidèles redoutant que la fin du monde soit proche voulaient-ils leur indulgence au Puy. Sous direction de l'évêque, le conseil de la ville avait effectué avec précaution ses préparations requises. Les boulangers étaient chargés de distribuer au public une quantité déterminée de pain dont le prix était fixé. Les habitants étaient demandés de suspendre les lanternes allumées devant leurs maisons, après le coucher du soleil. De nombreux confesseurs et soldats avaient été mobilisés tandis qu'étaient disponibles de nombreuses tentes en dehors des murs. Mais, l'affluence fut finalement supérieure à la prévision de l'autorité. Le Vendredi saint au matin, après la procession, plusieurs fidèles furent étouffés dans les passages étroits, en se dépêchant d'arriver à la cathédrale[hv4 2]. En effet, avant la profession, aucun pèlerin n'était autorisé à entrer dans le bourg. Le jubilé comptait finalement sept victimes parmi les fidèles. Par ailleurs, la notoriété du jubilé à cette ville était déjà incontestable. Les pèlerins étaient venus non seulement de tous les lieux du royaume mais également de l'Espagne, de l'Italie. Cela était une autre raison pour laquelle la ville subissait l'abondance considérable et cette difficulté restera toujours, jusqu'à ce que la durée soit assez prorogée[hv4 3].

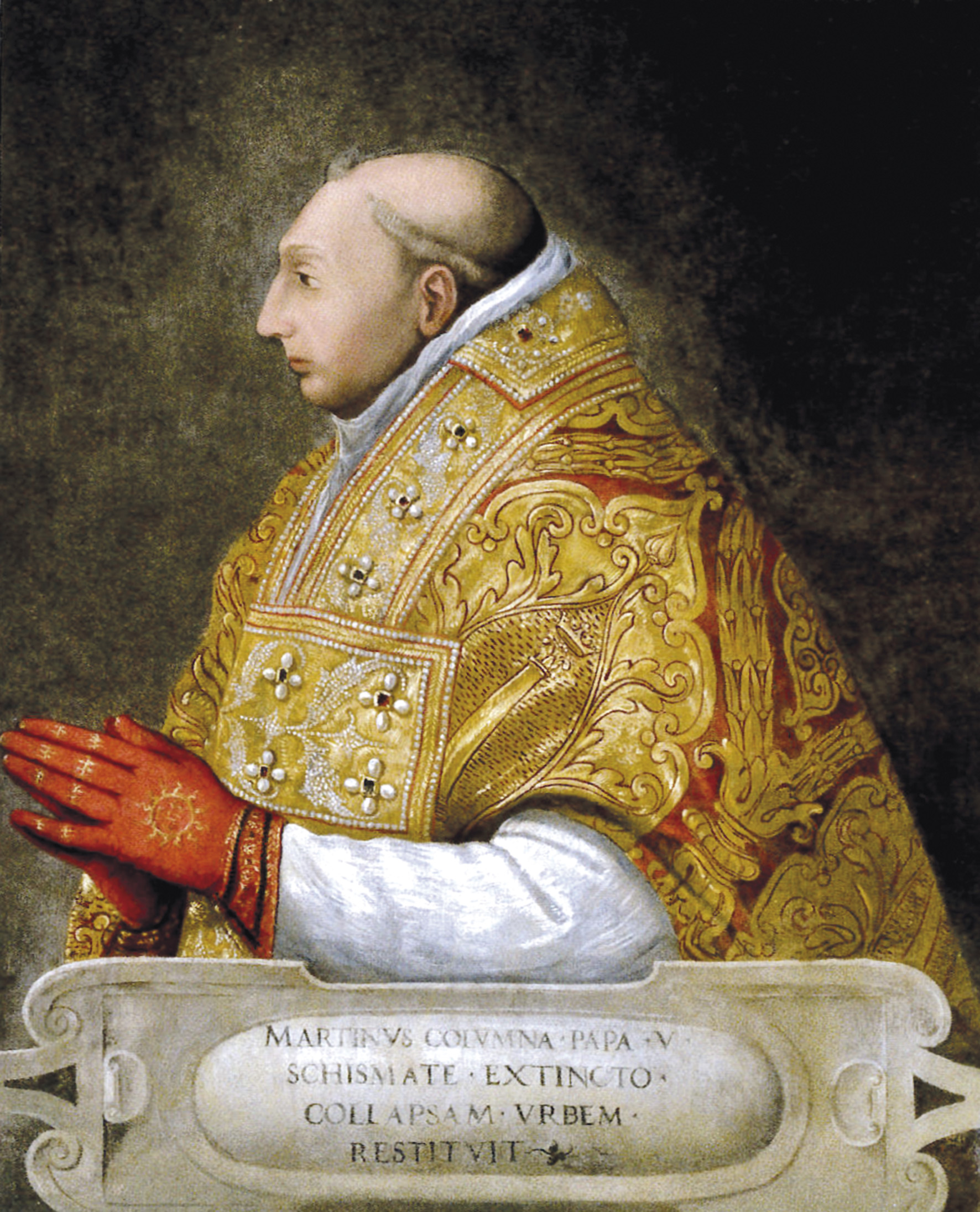
Il est remarquable que, sous le pontificat de Martin V, le jubilé du Puy ait été exceptionnellement prorogé, déjà, en 1418 et 1429. Toutefois, ses brefs restent introuvables, en dépit d'une vaste recherche d'un prêtre du Puy, Pierre Cubizolles. Si ces actes sont redécouverts, les études dans ce domaine seront considérablement avancées.

- 11e (1418 = 1417 avant Pâques)[em1 8] :
— du vendredi 25 mars au mardi 29 mars[pc 10], présidé de nouveau par l'évêque Élie de Lestrange
Après l'événement dramatique de 1407, il fallait éviter une circonstance semblable. Sous le même épiscopat, la préparation fut soigneusement effectuée. Ainsi, seules trois grandes portes de la ville étaient accessibles, afin de canaliser la foule. Le nombre d'autels fut augmenté jusqu'à sept[em1 8], lors de la messe. L'indulgence dura plus long, cinq jours. Malgré ces améliorations, le jubilé subit de nouveau des accidents. Au total, 33 pèlerins seraient décédés[pc 10]. Par ailleurs, c'était au cours du pontificat de Martin V, nouveau pape. Vu que le jubilé du Puy demeure un événement pontifical, il fallait absolument un bref de ce souverain pontife, notamment en raison d'un prolongement de la durée. Il semble que celui-ci eût été expédié le 30 janvier 1418[pc 11], à la suite d'une demande de l'évêque Élie de Lestrange, profitant du concile de Constance[ah 3]. Il s'agit d'un document vraiment important, de sorte que soient rigoureusement rétablies l'origine du jubilé du Puy ainsi que la première, vraisemblablement, prorogation formelle. D'où, celui-ci est intensivement et attentivement cherché dans les archives. Nonobstant, ni original ni texte copié ou imprimé fut retrouvé jusqu'à nos jours[pc 4],[pc 12]. Selon un livre du chanoine Jean-Antoine Pouderoux imprimé en 1785, il est probable que le document avait été perdu, lors d'un incendie sous l'épiscopat de Jean de Bourbon[ah 2].
- 12e (1429 = 1428 avant Pâques)[1] :
— du vendredi 25 mars au dimanche 3 avril, présidé par l'évêque Guillaume de Chalençon
Comme un jubilé ne durant que 24 heures était trop court pour accueillir un grand nombre de fidèles, l'autorité du Puy voulait de nouveau un prolongement pour quelques jours. En comprenant cette nécessité, le roi de France Charles VII, qui n'était pas encore sacré, fit écrire des lettres destinés au pape Martin V ainsi qu'à tous ceux qui concernaient[th1872 7]. La prorogation fut exceptionnellement admise, jusqu'au dimanche in albis (quasimodo)[th1872 8],[pc 10]. En admettant que le jubilé précédent eût été trop catastrophique, on ignore encore la motivation réelle pour laquelle le Saint-Siège donna cette approbation particulière en faveur d'une durée vraiment allongée. Le bref de Martin V demeure, encore une fois, introuvable. Toutefois, l'année précédente 1428, le premier Grand Pardon de Rocamadour avait eu lieu, grâce à un bref de ce pape[5]. Il ne faudrait pas donc négliger l'expédition du bref de Martin V. Cette année-là, les précautions de la ville furent effectivement renforcées. Avec 52 Item dans le document d'ordonnance daté du 26 février[em1 10], aucun accident n'était enregistré. Ce jubilé s'illustrait de plusieurs pèlerins distingués : Isabelle Rommée (mère de Jeanne d'Arc, à la place de sa fille[14]), Jean de Metz, Bertrand de Poulengy[pc 10]. Et ces derniers y rencontrèrent Jean Pasquerel, augustin, qui deviendrait sitôt confesseur, aumônier et compagnon d'armes de Jeanne d'Arc[15].
- 13e (1440 = 1439 avant Pâques)[14] :
— au vendredi 25 mars (24 heures[th1872 9]), présidé de nouveau par l'évêque Guillaume de Chalençon
À partir du jubilé en 1440, l'indulgence ne durait que 24 heures, comme son ancienne tradition[th1872 9]. Il est assez probable que, lors de ce jubilé, le roi de Naples René d'Anjou, dit Bon Roi René, assista à la célébration, en effectuant un long pèlerinage. L'existence, dans la cathédrale, d'une œuvre de Barthélemy d'Eyck dont le roi était patron peut être expliquée par ce jubilé[16]. Cette année-là aussi, l'autorité réussit à maîtriser la célébration, en dépit de nombreux fidèles et d'une durée limitée[pc 10].
♦ Après ce 13e, la ville obtinrent d'immenses privilèges, grâce à Notre Dame du Puy. En effet, le roi de France Louis XI n'eut aucun héritier masculin viable, jusqu'en 1470. Les religieux du Puy étaient priés d'effectuer des processions, par exemple, celle du 11 juillet 1469[ea 1]. À la suite de la naissance du dauphin Charles le 30 juin 1470, les privilèges royaux se multiplièrent[17]. D'où, ce souverain aurait tenté de créer un an entier d'un jubilé particulier au Puy ou de prolonger le jubilé du Puy jusqu'à un an, en faisant écrire une lettre au Saint-Siège, selon une missive publiée en 1872[18],[19]. Dans cette publication tardive, l'expéditeur était par erreur attribué au roi Louis XIII. Néanmoins, ceux qui concernaient indiquent certainement qu'il s'agit d'une lettre de Louis XI, si celle-ci est authentique : expédiée du Plessis-du-Parc-lèz-Tours, signée par un de ses secrétaires, maître Étienne Petit[20].

#### XVIesiècle(1502/1513/1524)
Il s'agit du dernier siècle dans lequel le jubilé du Puy gardait sa caractéristique médiévale.
- 14e (1502)[1] :
— au vendredi 25 mars (24 heures[th1872 9]), présidé par l'évêque Geoffroy de Pompadour
Le jubilé de 1502 enregistra, à nouveau, un nombre considérable de victimes. Juste deux ans auparavant, en 1500, le Saint-Siège avait célébré un véritable Grand jubilé à Rome. D'où, l'autorité du Puy sous-estimait le nombre des fidèles. Au contraire, le jour de l'indulgence, la ville du Puy subit une abondance de pèlerins, venus de l'Angleterre, de l'Italie, de la Grèce. Aussitôt, le pain et l'eau n'étaient plus disponibles. Comme l'autorité n'était pas capable de maîtriser cette affluence de fidèles, un premier accident causa 19 décès auprès du jardin de François-Ginbert[em1 11]. Faute de prudence, une centaine de pèlerins furent enfin écrasés sous une muraille écroulée. La cathédrale fut provisoirement fermée. Après les obsèques de ces victimes, ces dernières furent enterrés au cimetière de Clauzel[em1 11].
- 15e (1513)[14] :
— au vendredi 25 mars (24 heures[th1872 9]), présidé de nouveau par l'évêque Geoffroy de Pompadour
Cette année-là, sans répéter la tragédie de 1502, beaucoup de précautions furent prises. Aussi ce jubilé réussit-il à maîtriser la célébration sans accident fatal, malgré en présence de nombreux pèlerins[em1 12]. Les documents concernant ce jubilé sont vraiment pauvres. Mais cela peut signifier qu'il existait peu d'inconvénients.
♦ Selon un document cité dans le livre d'Étienne Médicis, un jubilé et pardon particulier fut tenu en 1516. À la suite de l'élection de nouvel évêque Antoine de Chabannes le 12 juillet 1514, ce dernier obtint une permission du pape Léon X en faveur de ce jubilé. Celui-ci se commença aux vêpres du 10 novembre 1516, jour d'arrivée de l'évêque, et en tant que vigile de la fête de saint Martin. L'indulgence dura 24 heures environ, d'après la tradition, jusqu'au coucher du soleil du 11 novembre[em1 1].
- 16e (1524)[14] :
— au vendredi 25 mars (24 heures[th1872 9]), présidé par l'évêque Antoine de Chabannes
Avant que le jubilé n'arrive, le diocèse du Puy subit des catastrophes. Entre 1520 et 1521, la peste noire provoqua 3 ou 4 000 habitants de pertes[em1 13]. Puis, l'évêque Antoine de Chabannes fut arrêté, le 3 septembre 1523, à la suite de l'ordre de François Ier, en tant que complice de Charles III de Bourbon[em1 14]. Après avoir passé plusieurs mois dans les prisons de Lyon et de Paris jusqu'au début de 1524[21], l'évêque put réussir à retourner à son diocèse, sans ruiner l'année sainte. En raison d'une abondance prévue, 4 000 confesseurs attendaient les pèlerins, dont les Anglais, les Espagnols ainsi que les Italiens. Malgré un grand nombre de pèlerins, il n'y avait aucun accident mortel, à l'exception d'un fidèle qui tomba et se rompit le col[ea 2],[pc 13].
♦ Dorénavant, la ville du Puy passa une période difficile, en subissant de nouveau la peste noire et des attaques des protestants[ea 2],[pc 14]. Certes, grâce aux soutiens militaires importants du royaume[em1 15] et du Saint-Siège, elle fut sauvée et demeurait toujours fidèle au catholicisme. Mais, à la suite de ces secours, la forme tridentine du rite romain dominait la liturgie du jubilé, à la place de la tradition locale[pnd 1]. L'élection de l'évêque aussi fut modifiée : après Antoine de Chabannes, le dernier élu par le chapitre[pc 15], c'était le roi de France qui choisissait l'évêque du Puy, toujours parmi les moines.

#### XVIIesiècle(1622/1633/1644)
Le jubilé se caractérisait de l'influence du roi de France Louis XIII ainsi que de la forme tridentine du rite romain.

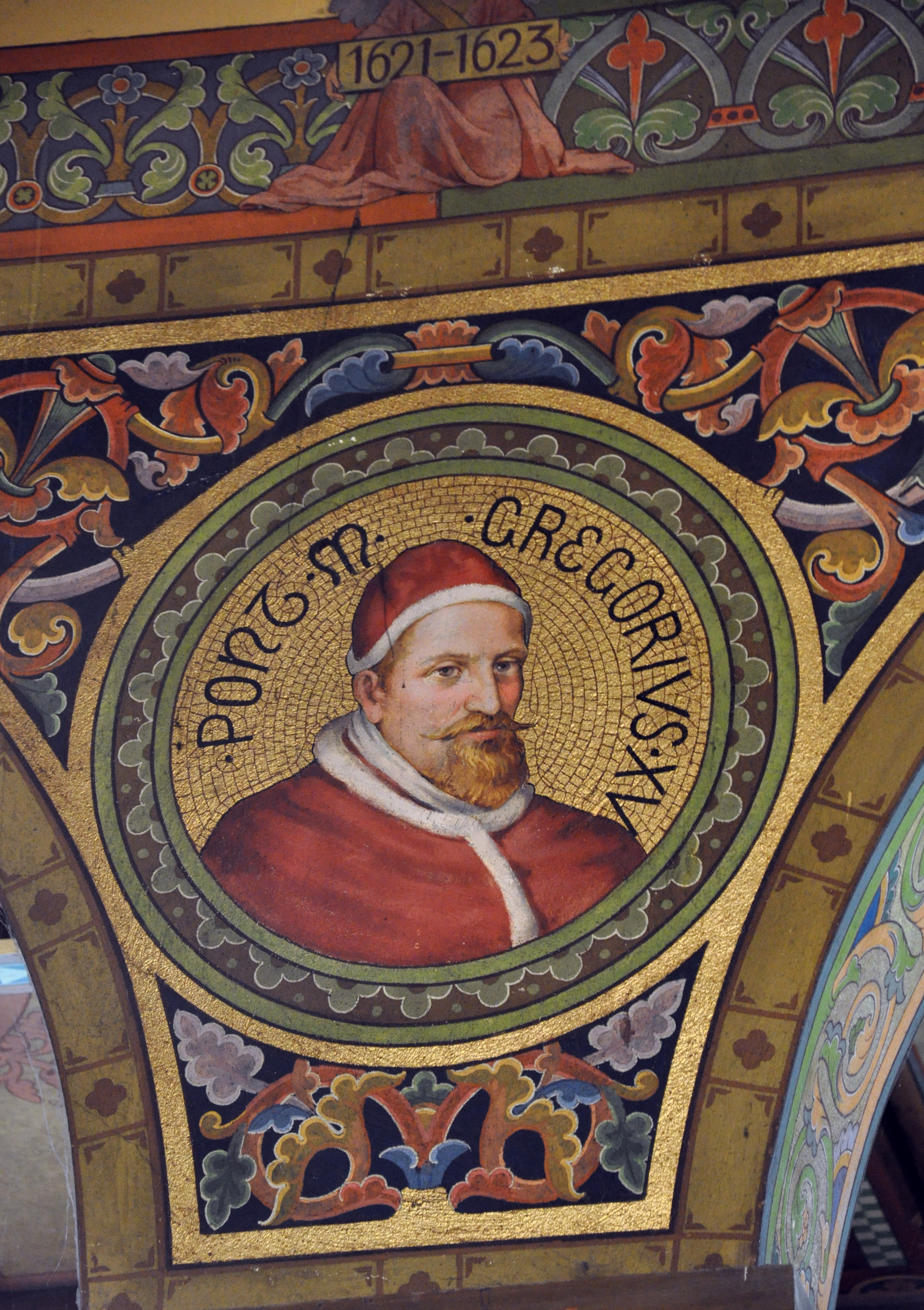
Malgré 28 mois de pontificat, le pape Grégoire XV soutint aisément le jubilé du Puy, en fixant sa prorogation. Désormais, l'octave à perpétuité était officielle, quoique fût habituel le prolongement provisoire.

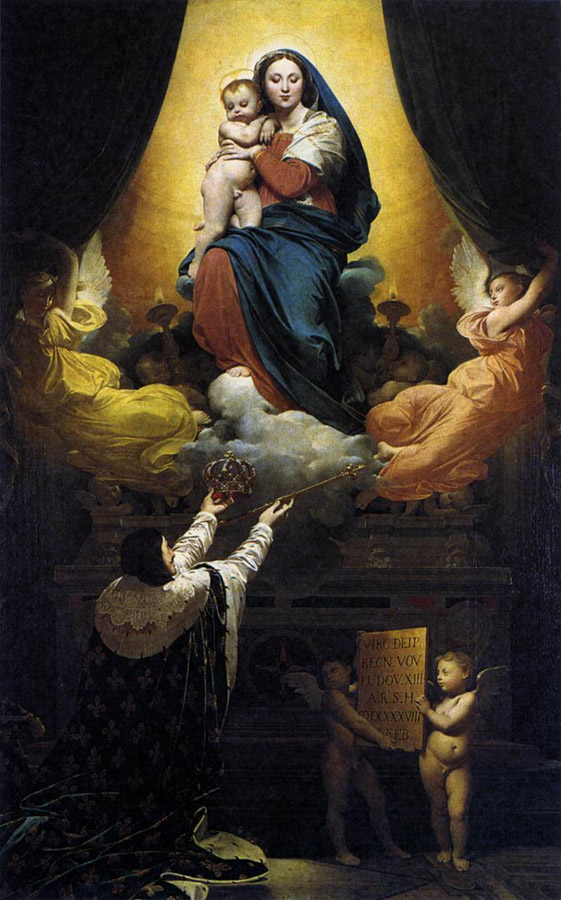
Si le roi Louis XIII n'avait pas sollicité le Saint-Siège, ce prolongement n'aurait pas été autorisé (Ingres, Le Vœu de Louis XIII).

- 17e (1622)[14] :
— du vendredi 25 mars au vendredi 1er avril, présidé par l'évêque Just de Serres
Dans l'histoire du jubilé du Puy, il s'agissait de l'une des années les plus importantes. Car, les privilèges de cet événement pour l'octave entière furent, pour la première fois et formellement, confirmés et fixés selon l'intention du roi de France Louis XIII, lors de cette 17e célébration. En 1621, à la suite d'une prière de nouvel évêque Just de Serres, ce roi avait adressé au Saint-Siège sa volonté en faveur d' « une des églises de son royaume à laquelle il avait plus d'amour et singulière dévotion. » Le 24 décembre, le pape Grégoire XV expédia une bulle accordant à la cathédrale une semaine entière de jubilé, selon laquelle les fidèles pouvaient obtenir dorénavant l'indulgence du jubilé au sanctuaire, quel que soit le jour de visite dans ces huit jours[ea 3],[22],[pc 16]. C'est pourquoi, jusqu'au XVIIIe siècle, ce texte en latin était lu par le diacre, lors de la procession solennelle devant le crucifix du cimetière de l'église Saint-Georges, le jour de l'Ascension dans l'année précédente. Il s'agissait de la confirmation officielle des privilèges pontificaux, préparant la célébration du jubilé de l'année suivante[th1872 10]. Néanmoins, quasiment personne ne comprenait correctement l'intention du pape Grégoire XV. Anciennement, l'octave était une vraie manière de la solennité de la célébration, d'abord celle de grandes fêtes des Israélites, puis celle de l'Église. Dans ce cas, le huitième et dernière jour est solennellement la clôture de la sainte assemblée [lire en ligne]. D'où, ce souverain pontife attribua théologiquement une solennité absolue au jubilé du Puy. Le bref vraiment favorable, le Puy accueillit un grand nombre de pèlerins en 1622. Le chiffre à confirmer, mais un auteur Théodore écrivit : « des manuscrits assurent qu'il n'y vint pas moins de trois cent mille personnes[ea 3]. » Les bases restent cependant, de nos jours, inconnus[prg 1].

- 18e (1633)[14] :
— du vendredi 25 mars au vendredi 1er avril, présidé de nouveau par l'évêque Just de Serres
11 ans plus tard, le Puy célébra le deuxième jubilé au XVIIe siècle sous le règne du même roi et l'épiscopat du même évêque. En outre, ce dernier avait été nomme conseiller du roi en 1626[pc 17]. L'événement se commença avec la procession de l'ouverture comme d'habitude, assistée par Mgr de Serres et l'évêque de Mende Silvestre de Cruzy de Marcillac. Celui de Viviers Louis-François de la Baume de Suze soutint la procession de la clôture[ea 4]. Il est assez probable que ce jubilé du Puy rassembla plus de pèlerins que le précédent. En effet, « le nombre innombrable du peuple » dit-on[ea 3]. Les pèlerins priaient Sainte Vierge surtout sa protection de l'épidemie de la grande peste de Milan à partir de 1629[ea 3]. On constatait que la forme tridentine du rite romain était renforcée lors de la procession, avec l'adoration du Saint-Sacrement aux autels, donc célébration plus liturgique et théologique que l'hommage traditionnel à la Vierge noire[pnd 2]. Par ailleurs, il existait une autre raison pour laquelle les fidèles du royaume n'étaient pas heureux. Le roi Louis XIII n'avait aucun héritier depuis si longtemps. C'est pourquoi le roi commença à consacrer ses vœux à Vierge Marie en 1637, après le jubilé. Désormais, la procession du 15 août y compris celle du Puy devint culte le plus important du royaume de France[23].
- 19e (1644)[14] :
— du vendredi 25 mars au vendredi 1er avril[24], présidé par l'évêque Henri Cauchon de Maupas du Tour
Le jubilé de 1644 suivit le trépas de ce souverain en mai 1643, après la naissance du dauphin Louis. Mais la volonté de Louis XIII était très bien conservée lors du jubilé. En effet, la célébration fut présidée par son fidèle, nouvel évêque Mgr de Maupas du Tour. De plus, il avait été le premier aumônier de la veuve et reine Anne d'Autriche, très catholique, à laquelle il rendait encore hommage. En conséquence, ce jubilé était certainement célébré en manière de la Contre-Réforme et la liturgie tridentine était effectivement respectée[pnd 3]. Silvestre de Cruzy de Marcillac, évêque de Mende, ainsi que Charles de Noailles, celui de Saint-Flour, assistaient à ce jubilé. De surcroît, deux autres personnages vraiment distingués et chevaliers de l'ordre du roi participèrent à la procession de l'ouverture. Il s'agissait du vicomte Louis d'Arpajon, lieutenant-général du Languedoc et héros de France au XVIIe siècle[th1872 11] et du vicomte François-Gaspard-Armand de Polignac, gouverneur de la ville du Puy[ea 5]. En dépit d'une chute de neige considérable avant l'événement, la ville accueillit de nombreux pèlerins. On considérait qu'il s'agissait d'un miracle, car le beau temps arriva, uniquement pour l'octave du jubilé[ea 4]. Sinon, les processions solennelles auraient été difficiles et dangereuses. Le 1er avril, la dernière procession si brillante fut effectuée sans difficulté[24].

#### XVIIIesiècle(1701/1712/1785/[1796])
Le jubilé dans ce siècle demeurait surtout spirituel. Celui-ci fut tenu en 1796, exceptionnellement en dehors de la cathédrale.
- 20e (1701)[14] :
— du vendredi 25 mars au vendredi 1er avril[gnd 3], présidé par l'évêque Armand de Béthune
Avant que le 20e jubilé n'arrive, le royaume de France connut un changement liturgique important : une fois l'édit de Fontainebleau signé en 1685, d'une part, la liturgie catholique était singulièrement autorisée dans le royaume. D'autre part, le chant liturgique en français fut interdit[dl 3]. La célébration du jubilé du Puy selon le forme tridentine du rite romain et en latin favorisait donc la politique du roi de France Louis XIV et vice versa. Non seulement le jubilé de 1701 devint légendaire mais aussi le Puy s'illustrait comme ville sainte européenne. Cette année-là, en respectant la recommandation de l'évêque, les habitants attendaient cet événement rare sans carnavals ni Mardi gras mais avec les cantiques et hymnes. À la fin du mois de mars, quasiment toute l'Europe s'y trouvait, tels les fidèles français, espagnols, allemands, flamands ainsi que les Italiens qui avaient choisi leur pèlerinage vers le Puy au lieu du jubilé à la ville éternelle. Deux chevaliers de l'ordre de Saint-Jean de Jérusalem s'en étaient allés de leur île. Aussitôt arrivés, ils parachevèrent leur dernière étape de la chapelle de Sainte-Anne jusqu'à la cathédrale, en marchant sans chaussure par la dévotion dont l'histoire était symboliquement citée dans plusieurs documents. Les pèlerins étaient trop nombreux pour que tous les fidèles puissent accéder à la cathédrale[25],[gnd 4]. En conséquence, les fidèles étaient enfin priés de bénéficier de l'indulgence du jubilé, quel que soit l'établissement dans la ville. En conséquence, les Jésuites comptaient 15 000 communions ainsi que 10 000 chez les Capucins, 6 000 chez les Carmes, 3 000 chez les Cordeliers. Si les Dominicains manquaient de chiffre, ils auraient accueilli 10 000 fidèles en faveur de ce sujet[14].
- 21e (1712)[14] :
— du vendredi 25 mars au dimanche 3 avril, présidé par l'évêque Claude de La Roche-Aymon
À la suite d'une demande de l'évêque de La Roche-Aymon, le pape Clément XI autorisa un prolongement du jubilé de 1712 jusqu'à la quasimodo, à condition que ce privilège ne soit admis qu'en 1712[pc 18]. Simultanément, le pape dénonça, lors de ce jubilé, une permission d'appliquer l'indulgence aux âmes du purgatoire[gnd 5]. En dépit de cette prorogation, les officiers de l'autel ne quittaient jamais l'église, au XVIIIe siècle, à partir du Jeudi saint au soir jusqu'après la clôture du jubilé, selon toutes les mémoires anciennes du Puy. Il s'agissait d'un grand sacrifice des célébrants[th1872 12]. Comme le jubilé précédent, de nombreux religieux des ordres y compris l'ordre de Saint-Jean de Jérusalem assistèrent à l'événement et rédigèrent leurs comptes-rendus[26],[th1872 13]. Concernant la liturgie, on s'apercevait en 1712 qu'un motet à l'honneur de la Vierge fut exécuté par les musiciens, lors de l'ouverture et du transport de la statue[27]. Ce genre de musique sacrée contemporaine était fortement préféré auprès de la Chapelle royale sous le règne de Louis XIV[28].
- 22e (1785)[14] :
— du vendredi 25 mars au dimanche 3 avril[29], présidé par l'évêque Marie-Joseph de Galard de Terraube
Après avoir constaté le succès des deux jubilés au début du siècle, le cardinal Melchior de Polignac, originaire de Lavoûte-sur-Loire dans la région et ancien prévôt de la cathédrale du Puy, demanda au pape Benoît XIII une prorogation à perpétuité du jubilé du Puy jusqu'à 12 jours, en faveur de son ancien diocèse. Il obtint de nombreuses réponses favorables du pape pour sa fonction en 1727, mais au regard de ce sujet, ne réussit pas à convaincre le Saint-Siège[th1872 14]. Toutefois, lors du jubilé de 1785, la même durée fut finalement autorisée[29]. En dépit d'une période difficile du royaume de France, le jubilé était effectivement préparé par l'évêque. Ce dernier, docteur et prieur de Sorbonne[ce 2], publia son mandement le 15 décembre 1784, puis le livre des Instructions le 1er janvier 1785[th1872 15] alors que la publication du mandement était normalement effectuée au début de février[th1872 16]. Cette année-là, chaque paroisse effectua sa procession particulière. Malgré le temps pluvieux, toutes les paroisses vinrent en conséquence jusqu'à la cathédrale du Puy, par tour en procession. Les pénitents de Brioude, sans aucune obligation, décidèrent de participer à cette procession. Les pèlerins furent accueillis au pont d'Estroulhas par les confalons du Puy. Dans cette circonstance, il y eut peu de participation de femmes. Il est certain que le jubilé fut toutefois célébré dans une période assez spirituelle. En effet, les cafés et cabarets dans le diocèse fermèrent les portes durant cet événement. L'évêque de Galard de Terraube avait notamment appelé des prédicateurs en dehors du diocèse[8] et le jubilé assembla vers 80 000 pèlerins[pc 19],[30]. La ville du Puy ne comptait que 15 000 habitants au XVIIIe siècle[bd 3].
- 23e ([1796])[1] :
— sous circonstances exceptionnelles, autorisé à nouveau à l'évêque Marie-Joseph de Galard de Terraube en exil
Mgr de Galard de Terraube aurait dû présider de nouveau le jubilé de 1796. À la suite de la Révolution française, la célébration au Puy devint quasiment impossible : évêque exilé en Suisse, Vierge noire brûlée[ce 3], cathédrale profanée, détruite et même occupée par les schismatiques. La solution du Saint-Siège était d'abord supprimer tous les privilèges octroyés auparavant, sans que ces schismatiques (faux évêque selon le Vatican) n'en profitent. Pareillement, le pape Pie VI accorda à nouveau à Mgr de Terraube le droit d'organiser les célébrations pour 8 jours, adaptées à la situation, avec son bref daté du 29 janvier 1796. L'évêque était autorisé à sélectionner les lieux, les temps, les manières de célébration, donc sans besoin d'accéder à la cathédrale[gnd 6]. Finalement, le curé de Tence et administrateur du diocèse, Mgr de Rachat[ce 4], fut confié et chargé de célébrer le jubilé, par l'évêque[pc 19]. Cette année-là, le jubilé fut renvoyé à l'octave de la Fête-Dieu et à celle de Saint Pierre et de Saint-Paul[gnd 7],[ce 5]. Car, à cette époque-là, la célébration n'était pas facile à exécuter, et même dangereuse[ce 5]. La liturgie était encore officiellement interdite depuis le 10 août 1793, après 4 ans de révérence[dl 4]. Il fallait être donc assez prudent[ce 6]. La célébration du jubilé en juin contribua finalement à bouleverser la situation. Désormais, le culte catholique fut rétabli dans la région où les églises étaient rouvertes. Dès 1797, les curés pouvaient récupérer leurs anciennes droits, par exemple, celui de la célébration religieuse des mariages. Effectivement soutenue par de nombreux fidèles, la stratégie du pape Pie VI connut son succès[ce 7].

#### XIXesiècle(1842/1853/1864)
Toujours durant 12 jours, le jubilé était rétabli, en tant que citadelle de la forme tridentine en France.
- 24e (1842)[1] :
— du jeudi 24 mars au lundi 4 avril[gj1864 10],[gnd 8], présidé par l'évêque Pierre-Marie-Joseph Darcimoles[gnd 9]
Certes, le 18 avril 1802, dimanche de Pâques, les offices romains furent à nouveau autorisés et rétablis en France. Toutefois, la situation était si défavorable que la pratique de la célébration en latin, surtout celle du chant latin, disparut rapidement. De plus, ces bouleversements provoquaient le gallicanisme auprès de nombreuses paroisses dans l'Hexagone[dl 5]. Ce sont les raisons pour lesquelles le Vatican félicitait le rétablissement du jubilé au Puy-en-Velay, prévu en 1842. Louis-Jacques-Maurice de Bonald, futur cardinal, préparait le prochain jubilé jusqu'à ses promotions, en luttant contre le gallicanisme[gnd 9]. Dans cette optique, il s'en alla à Rome en 1839. Puis, le pape Grégoire XVI expédia un bref en faveur des privilèges du jubilé au nouvel évêque depuis 1840, Pierre-Marie-Joseph Darcimoles, déjà le 6 août 1841. En fixant à 8 jours de durée officielle, il prorogea exceptionnellement le jubilé 1842 jusqu'à 12 jours[gj1864 10]. Dorénavant, chaque fois que le jubilé arrive, le Saint-Siège octroie à l'évêque un prolongement de l'événement, et au XIXe siècle, le jubilé du Puy comptait toujours 12 jours. Il est normal que la liturgie selon le forme tridentine du rite romain ait été rétablie. La célébration était toujours exécutée en latin, comme le chant du diacre Magnum Jubilæum (le grand jubilé)[gnd 10]. Lors des processions, les fidèles chantaient les psaumes en latin, tel le psaume 99 Jubilate Deo ominis terra[gnd 10]. L'objectif de ce jubilé était plus loin. Car, le cantique des trois enfants (Livre de Daniel, III 57 - 88), dont l'origine est vraiment ancienne dans l'histoire de la liturgie catholique, était chanté, de sorte que la tradition soit rétablie en France[gnd 11]. Mais, cette année-là, la force armée était particulièrement ordonnée de protéger la procession, afin d'empêcher tous les accidents[gnd 12]. En effet, la reine Marie-Amélie de Bourbon-Siciles aussi assistait à la célébration[14]. Ce premier jubilé du XIXe siècle au Puy comptait, selon une source, vers 50 000 pèlerins[prg 2]. Toutefois, d'après une autre, la ville accueillit 142 000 fidèles[14].
- 25e (1853)[14] :
— du jeudi 24 mars au lundi 4 avril[cnd 1], présidé par l'évêque Joseph-Auguste-Victorin de Morlhon
Le 20 décembre 1852, le pape Pie IX dénonça le prolongement du jubilé du Notre-Dame du Puy, jusqu'au 4 avril 1853[cnd 1]. La procession effectuée cette journée de clôture était considérée, par l'évêque lui-même, l'une des plus distinguées au Puy et 16e à partir de celle de 1255[cnd 2]. Si l'on estimait, cent ans plus tard, 120 000 visiteurs durant ce jubilé[prg 2], il reste une question : comment se déplacèrent ces nombreux fidèles, avant l'arrivée du chemin de fer en 1866 ? Par ailleurs, le jubilé 1853 donna définitivement naissance au projet du la statue de Notre-Dame de France[31], en tant que rétablissement de la Vierge noire détruite[pnd 4]. C'était exactement au 25 mars 1853 que la commission chargée par l'évêque publia un concours européen en faveur de cette statue[cnd 3]. Quoi qu'il en soit, la ville du Puy connaissait un enthousiasme au milieu du XIXe siècle, dès le jubilé 1853. L'évêque de Morlhon célébrera 3 ans plus tard le couronnement de Notre-Dame, avec une autre procession solennelle en grande pompe[cnd 4].

- 26e (1864)[14] :La consécration de la statue de Notre-Dame de France en 1860 fut suivie du jubilé 1864.

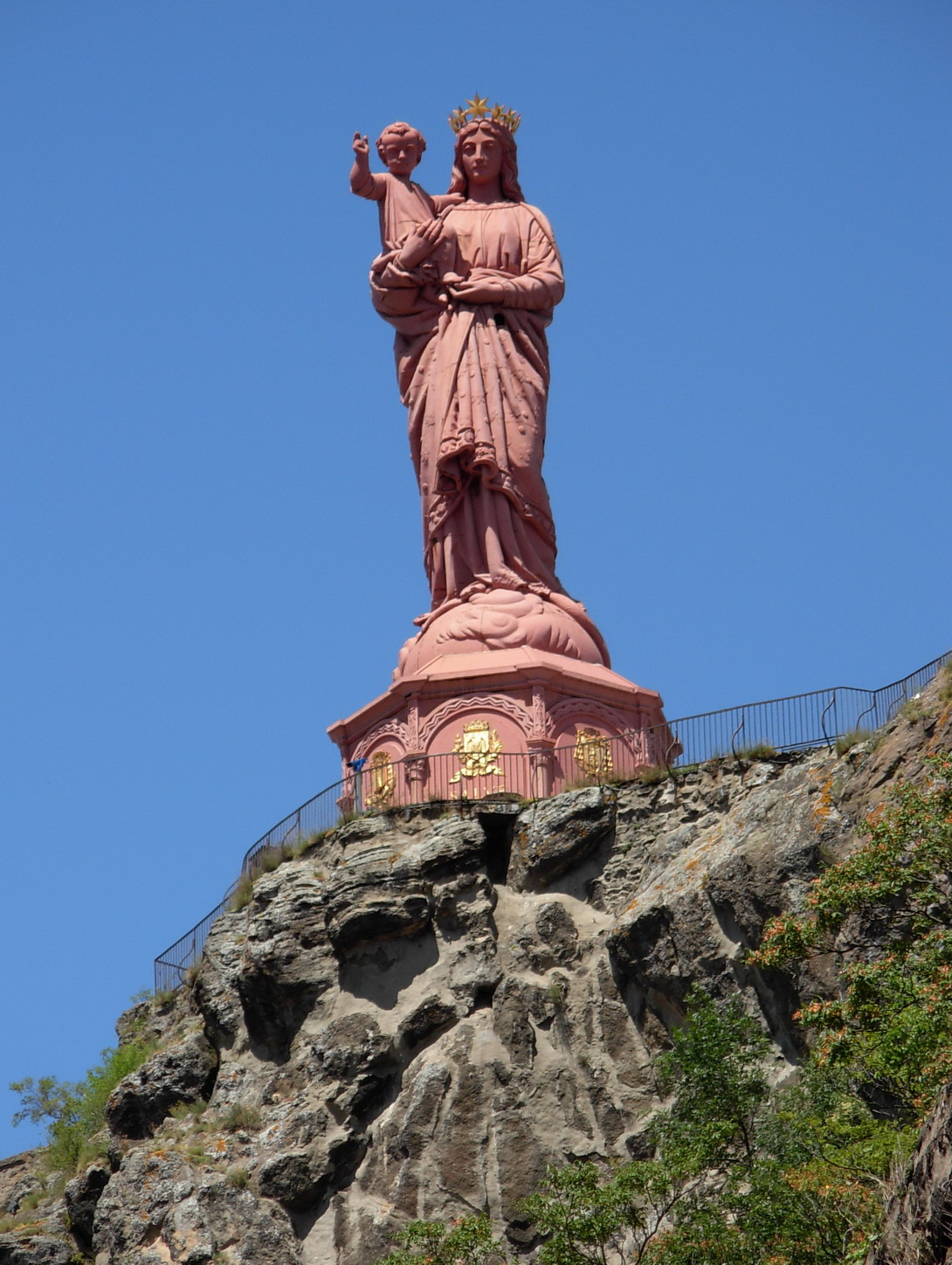
La consécration de la statue de Notre-Dame de France en 1860 fut suivie du jubilé 1864.

— du jeudi 24 mars au lundi 4 avril[cg 7], présidé par l'évêque Pierre-Marc Le Breton[cg 2]
Mgr Le Breton fut nommé évêque du Puy-en-Velay le 10 mai 1863. Son arrivée coïncidait le jubilé 1864, au mois de mars. Le pape Pie IX autorisa, en lui adressant un bref le 16 février, également 12 jours de célébration à partir du Jeudi saint, mais encore une fois pour cette année-là uniquement[pc 20],[cg 9]. Le troisième jubilé au XIXe siècle bénéficiait particulièrement d'une immense matière : la statue de Notre-Dame de France avait été consacrée en 1860. Cela suffisait à attirer plus de pèlerins[cg 10]. Après avoir célébré Pâques à chaque paroisse, les fidèles étaient invités à participer à la procession au cathédrale du Puy, dès le lundi de Pâques[cg 8]. Enfin, lundi 4 avril 1864, « dans la ville du Puy une nouvelle procession générale[cg 7] » fut exécutée en grande pompe. D'après l'évêque Le Breton, 80 000 fidèles assistèrent à ce jubilé[cg 11] ou plus de 100 000 pèlerins, selon cet auteur des chroniques[cg 12]. La disponibilité des auberges de la ville était tellement modeste que de nombreux fidèles, surtout des femmes manquant de ressource, durent dormir sans se loger[cg 13]. Par ailleurs, ce jubilé ne réussit pas à éviter la décadence liturgique à l'époque. En effet, sa fanfare était choisie dans une mélodie de l'opéra Norma de Vincenzo Bellini[cg 14].

#### XXesiècle(1910/1921/1932)
Le jubilé connut dans ce siècle sa croissance, notamment grâce au développement de transports.
- 27e (1910)[1] :
— du jeudi 24 mars au dimanche 10 avril, présidé par Mgr Boutry[pc 21]
Nommé évêque du Puy en 1907, Mgr Boutry commença à préparer le premier jubilé au XXe siècle. Avant que l'événement n'arrive, l'évêque demanda au Saint-Siège une autorisation de prorogation, en faveur de 18 jours de célébrations. Le pape Pie X lui octroya son approbation le 13 janvier 1910[pc 21]. Dorénavant, le jubilé du Puy dure plus de deux semaines et la clôture était fixée au dimanche 10 avril, à savoir deuxième dimanche après Pâques. D'ailleurs, à la suite de cette approbation, le nouvel évêque recommanda le 2 février que toutes les paroisses du diocèse soutiennent le jubilé, par lettre pastorale. Une date était attribuée et fixée à chaque paroisse[pc 21]. La célébration se termina le 10 avril, avec le discours de clôture exécuté par Mgr Dubois, archevêque de Bourges et futur cardinal[32]. D'après la statistique synthétique et officielle, la moitié des pèlerins, soit 70 000 fidèles, étaient originaires des paroisses de la région[prg 3]. Mais cette année-là, le réseau ferroviaire contribua considérablement à amener les habitants d'autres régions[prg 4]. Grâce à ces améliorations, durée plus longue et transport plus efficace, 140 000 fidèles assistèrent au jubilé[prg 3].
- 28e (1921)[1] :
— du vendredi 25 mars au dimanche 10 avril[prg 5], présidé de nouveau par Mgr Boutry[pc 21],[33]
À la suite de la fin de la Première Guerre mondiale, le 28e jubilé fut tenu sans obstacle. Mais le nombre de participants restait identique[prg 6]. La procession solennelle en ville de la Vierge noire fut à nouveau et partiellement autorisée, en faveur de la journée de clôture[34]. Il est possible que le désastre de la guerre ait bouleversé la circonstance et favorisé le rétablissement de la procession solennelle. Le chemin de fer restait encore le premier moyen de transport[pc 22], en amenant 80 000 pèlerins sur 140 000[prg 6]. Si le jubilé demeure un événement spirituel, on s'apercevait en 1921 que le jubilé contribuait aussi à la prospérité commerciale du le Puy-en-Velay[35], comme la commune de Lourdes[prg 7].
- 29e (1932)[2] :
— du vendredi 25 mars au dimanche 10 avril, présidé par Mgr Rousseau[pc 23]
Par son bref daté du 31 janvier 1932, le pape Pie XI autorisa la prorogation, cette fois-ci à perpétuité, jusqu'au dimanche de Quasimodo[pc 24]. Le jubilé comptait 300 000 pèlerins environ selon la plupart des sources, dont plus de 9 000 fidèles assistant à la procession tenue le 10 avril[pc 6]. Toutefois, le préfet estimait les fidèles à plus de 500 000 personnes[prg 4]. Les fidèles profitaient de l'évolution des moyens de transport qui permettait d'assembler plus de pèlerins, surtout grâce au moyen de l'autocar[prg 8]. De fait, le préfet compta 450 autocars et 2 000 voitures particulières le 10 avril[prg 4]. Cette dernière journée, assemblant entre 60 000 et 200 000 fidèles[prg 4], fut présidée par le cardinal Jean Verdier, en qualité de représentant du pape Pie XI[14]. La procession solennelle à laquelle assistèrent le sénateur Édouard Néron et le député Joseph Antier fut entièrement rétablie à la journée de clôture[pc 6]. Il est probable que Mgr Rousseau, spécialiste du chant grégorien et ayant obtenu son doctorat en théologie à Rome, respectait davantage le rite romain.

#### XXIesiècle(2005/2016)
- 30e (2005)[1] :
— du jeudi 24 mars au lundi 15 août[14] ; présidé par Mgr Brincard[36]
Pour la première fois, la célébration fut prolongée jusqu'à la fête de l'Assomption de Marie. Durant cette longue période, la ville accueillit 350 000 pèlerins environ[37]. En raison de l'importance culturelle de cet événement, le Centre culturel du conseil général de la Haute-Loire organisa un colloque « Jubilé, jubilés » du 8 au 10 juin, en collaboration avec le groupe de recherche de l'Inventaire des sanctuaires et lieux de pèlerinages français[38].

- 31e (2016)[2] :
— du vendredi 25 mars au lundi 15 août[37], présidé par Mgr Crepy
D'après la tradition ancienne du jubilé du Puy[th1872 17], le premier acte préparatoire fut établi au début du mois de mars 2015, un an avant l'événement[39]. À la suite de l'arrivée du nouvel évêque, Mgr Luc Crepy, célébrant, le jubilé de 2016 fut officiellement évoqué. Si l'évêque souhaitait une visite officielle du pape François, en expédiant une invitation particulière, le voyage en France fut repoussé[40]. Le 8 décembre 2015, l'évêque ouvrit la porte de la miséricorde dans la cathédrale, lors de la célébration de l'Immaculée Conception, en répondant à l'inauguration de l'année sainte à Rome. Cette année-là, la porte fut de nouveau ouverte, le mercredi 23 mars à 17h30, en annonçant l'ouverture du jubilé.

### Prévu
- 32e prévu (2157)[2]
- 33e prévu (2168)[2]
- 34e prévu (2214)[pc 5]
- 35e prévu (2225)[pc 5]
- 36e prévu (2236)[pc 5]
- encore 2304, 2377, 2388, 2461, 2472, 2529, 2540, 2608, 2681, 2692, 2738, 2749, 2760, 2833, 2844, 2901, 2912, 2996[pc 5]...

### 11 ans d'intervalle
On s'aperçoit que les jubilés du Puy-en-Velay se succédaient et se succéderont fréquemment avec onze ans d'intervalle. Mais, une fois cet intervalle rompu, il faut attendre longtemps. D'où, certaines générations ne peuvent pas assister au jubilé du Puy. Il s'agit certes d'un mystère du jubilé. Mais on pourrait expliquer mathématiquement ce phénomène avec le système du calendrier grégorien et le reste.

## Documents officiels en ligne
- 1441 : extrait du bref du pape Eugène IV, mentionnant le jubilé du Puy [lire en ligne (traduction)] [lire en ligne (texte original)]
- 1466 : lettre patente du roi Louis XI, confirmant les privilèges en faveur des habitants du Puy octroyés par Philippe VI (1344) et Charles V (1374) [lire en ligne]
- 1470 : lettre patente du roi Louis XI, en faveur du chapitre et de l'Hôpital du Puy, à la suite de la naissance du dauphin Charles, futur Charles VIII [lire en ligne]
- 1484 : lettre patente du roi Charles VIII, confirmant les privilèges octroyés par Louis XI ainsi que ses prédécesseurs [lire en ligne (textes originaux)]
- 1484 : lettre patente du roi Charles VIII, confirmant les privilèges du clergé Saint-Mayeul du Puy, octroyés par Louis XI au Puy le 11 mars 1476, lors de son séjour [lire en ligne]
- 1621 : bref du pape Grégoire XV étendant l'indulgence de Notre-Dame du Puy à toute l'octave [lire en ligne (traduction et texte original)]
- 1727 : bref du pape Benoît XIII en faveur du jubilé du Puy [lire en ligne (traduction et texte original)]
- 1796 : bref du pape Pie VI en faveur du jubilé de 1796 [lire en ligne (traduction)] [lire en ligne (texte original)]
- 1841 : bref du pape Grégoire XVI en faveur du jubilé de 1842 [lire en ligne (traduction)] [lire en ligne (texte original)]
- 1853 : lettre épiscopale de l'évêque Joseph-Auguste-Victorin de Morlhon annonçant le jubilé de 1853 [lire en ligne]
- 1864 : mandement de l'évêque Pierre-Marc Le Breton en faveur du jubilé de 1864 [lire en ligne]

## Publications

### XVIIIesiècle
- Jean-Antoine Pouderoux, Abrégé historique sur le Jubilé accordé à l'Église angélique & Cathédrale de Notre-Dame du Puy en Velay, toutes les fois que la Fête de l'Annonciation concourt avec le Vendredi Saint, suivi d'un précis dogmatique sur le Jubilé en général, & de la Neuvaine à l'honneur du Saint Cœur de MARIE, Libraire J.-B. Lacombe, Le Puy 1785, 92 p. [lire en ligne]

1. ↑  p. 53
2. 1 2  p. 23 ainsi que note no 24
3. ↑  p. 20

- Jean-Antoine Pouderoux, Manuel pour le Jubilé accordé à Notre-Dame du Puy (posthume), Le Puy 1842[ce 8],[th1872 18]
  - réimpression annotée dans les Tablettes historiques du Velay, troisième année 1872 - 1873, [lire en ligne, p. 207 - 229 (introduction, articles I et II)] [lire en ligne, p. 405 - 450 (articles III et IV)] par Jean-Baptiste Payrard[th1872 18],[41]
  - réimpression dans les Tablettes historiques du Velay, quatrième année 1873 - 1874, p. 106 - 120 (article V)[th1872 19]

### XIXesiècle
- Antoine Coupe, Relation du jubilé de Notre-Dame du Puy en 1853, publiée par ordre de Mgr l'évêque et précédée de la lettre pastorale de Sa Grandeur, Imprimerie de J.-B. Gaudelet, Le Puy-en-Velay 1853[42],[43]
- R. Pharisier, Relation historique sur le jubilé de Notre-Dame du Puy, en 1853, Imprimerie de A. Guilhaume, Le Puy-en-Velay 1853[43]
- Lettres d'une demoiselle à une de ses amies sur le jubilé de Notre-Dame du Puy, Imprimerie de A. Guilhaume, Le Puy-en-Velay 1853[43]
- Charles Calemard de Lafayette, Jubilé de Notre-Dame du Puy, en 1853, Imprimerie de A. Guilhaume, Le Puy-en-Velay 1853[43]
- Jean-Justin Monlezun, Chanoine d'Auch et du Puy, L'Église angélique ou histoire de l'église de Notre-Dame du Puy et des établissements religieux qui l'entourent, dédiée à Monseigneur de Morlhon, Évêque du Puy, Librairie Catholique, Clermont-Ferrand 1854, 218 p. [lire en ligne]

1. ↑  p. 44
2. 1 2  p. 28
3. 1 2 3 4  p. 29
4. 1 2  p. 30
5. ↑  p. 31

- Mandement de Mgr Le Breton, évêque du Puy, à l'occasion du Carême de 1864 et du jubilé de Notre-Dame du Puy, Libraire-Éditeur M.-P. Marchessou, Le Puy-en-Velay 1864[44]
- Jules Chaussende, Les chroniques du grand jubilé du Puy en 1864, Précédées d'un extrait du Mandement de Monseigneur l'Évêque du Puy, Libraire-Éditeur M.-P. Marchessou, Le Puy-en-Velay 1864, 105 p. [lire en ligne] (Aussitôt le jubilé terminé, ces chroniques furent parachevées le 14 avril 1864[cg 15].)

1. ↑  p. 99 - 102
2. 1 2  p. 24
3. ↑  p. 93-98
4. ↑  p. 17 - 18
5. 1 2 3 4  p. 20
6. 1 2  p. 18 ainsi que sa note no 1
7. 1 2 3 4 5  p. 19
8. 1 2  p. 24 - 25
9. ↑  p. 22
10. ↑  p. 27
11. ↑  p. 100
12. ↑  p. 87
13. ↑  p. 85
14. ↑  p. 98
15. ↑  p. 3

- Le Grand Jubilé du Puy en 1864, histoire et descriptions pittoresques, Libraire-Éditeur M.-P. Marchessou, Le Puy-en-Velay 1864, 174 p. [lire en ligne] (Œuvre dédiée à l'évêque de laquelle l'auteur préférait demeurer humblement anonyme, en raison de sa foi[gj1864 11].)  
  - réimpression en broché (fac-similé), 2012

1. ↑  p. 143
2. ↑  p. 163 - 169
3. ↑  p. 127
4. ↑  p. 125 ; si l'auteur du Grand Jubilé... attribuait la première procession au 8 mars, il est incompréhensible qu'il s'agît d'un mardi.
5. ↑  p. 99
6. ↑  p. 129
7. ↑  p. 133 - 161 liste plus détaillée
8. ↑  p. 172
9. ↑  p. 73
10. 1 2  p. 76 - 78
11. ↑  p. vi

### XXesiècle
- Édouard Peyron, Histoire du jubilé de Notre-Dame du Puy (992 - 1910), Imprimerie de l'Avenir de la Haute-Loire, Le Puy-en-Velay 1909[prg 9]
- Antoine Vigerie, Notre-Dame du Puy ou de France, avec ses jubilés, ses miracles et ses alentours, Imprimerie de l'Avenir de la Haute-Loire, Le Puy-en-Velay 1910, 272 p[pc 25].
- Régis Pontvianne[45], Vingt-septième jubilé de Notre-Dame du Puy (24 mars - 10 avril 1910), Imprimere de l'Avenir de la Haute-Loire, Le Puy-en-Velay 1910, 143 p[prg 10].
- Lettre Pastrale de Monseigneur l'Évêque du Puy (Thomas-François Boutry) sur le prochain jubilé de Notre-Dame du Puy et mandement pour le saint temps de Carême de l'an de grâce 1921, Imprimerie de l'Avenir de la Haute-Loire, Le Puy-en-Velay 1921, 45 p[33].
- Albert Bourdon-Lashermes, Le Grand Pardon de Notre-Dame et de l'église du Puy de 992 à 1921, Librairie-Papeterie Badiou Amant, Le Puy-en-Velay 1921[46],[prg 9].
- Grand jubilé de Notre-Dame du Puy, Programme des fêtes, 25 mars - 10 avril 1932, Imprimerie Jeanne-d'Arc, Le Puy-en-Velay 1932, 32 p[47].
- Le livre du 29e jubilé de N.-D. du Puy, son décor, son histoire, ses fastes, 25 mars - 10 avril 1932, Imprimerie Jeanne-d'Arc, Le Puy-en-Velay 1932, 159 p[48].
- Pierre Cubizolles, Le jubilé de Notre-Dame du Puy : in Cahiers de la Haute-Loire 1997, Le Puy-en-Velay, Cahiers de la Haute-Loire, 1997 (lire en ligne) p. 43 - 74[bd 4],[49]

### XXIesiècle
- Bruno Maes, Daniel Moulinet et Catherine Vincent (éd.), Jubilé et culte marial (Moyen Âge - époque contemporaine), Publication de l'Université de Saint-Étienne, Saint-Étienne 2009  (ISBN 978-2-86272-457-7) 464 p[38].